# Ассоциация католических студентов Республики Индонезия
Ассоциация католических студентов Республики Индонезия (индон. Perhimpunan Mahasiswa Katolik Republik Indonesia; PMKRI) — индонезийская студенческая организация католической учащейся молодёжи. Создана в 1947 году. Традиционно отличается высокой общественно-политической активностью. Участвовала в антикоммунистической кампании середины 1960-х годов. Отстаивает интересы католического студенчества и индонезийской католической общины в целом. С 2014 года поддерживает президента Джокови.

## Основание и принципы
Организации студентов-католиков существовали в Индонезии с колониальных времён. Наиболее известна студенческая Федерация святого Белларминуса, созданная в 1928 году в Джакарте. После провозглашения независимости в 1945 году студенческие католические активисты решили учредить общенациональную структуру. С благословением выступил апостольский викарий, впоследствии епископ Альберт Сугияпраната. Центром объединительного движения стала Джокьякарта.
25 мая 1947 года группа активистов во главе со студентом юридического факультета Университета Гаджа Мада Мунаджатом Данусапутро учредила Ассоциацию католических студентов Республики Индонезия (PMKRI). 11 июня 1950 года джокьякартская PMKRI, бандунгская Федерация святого Фомы Аквинского и сурабайская Федерация святого Луки провели объединительный съезд. Первым председателем единой PMKRI стал Петрус Канисиус Харджасудирджа.
Идеология PMKRI основывалась на католическом мировоззрении, учении Фомы Аквинского и принципах Панча Сила. Целью объявлялась борьба за социальную справедливость, гуманизм и общество братства. Формально членом PMKRI мог стать любой студент — гражданин Индонезии, независимо от этнической, расовой и религиозной принадлежности. Однако в уставе подчёркивалось исповедание католических ценностей. В торжественном обещании вступающий обязался служить Ассоциации, Церкви и Индонезии.
В PMKRI не могли состоять представители мусульманских студенческих организаций. Из организаций неконфессионального характера принимались рядовые члены, но не функционеры.

## Антикоммунистическая активность
Идеологически PMKRI придерживалась правых антикоммунистических позиций. Организация находилась под сильным влиянием патера Йоопа Бека — католического священника-иезуита нидерландского происхождения. Патер Бек, приверженец идей Боба Сантамарии, создал и возглавил подпольную организацию KASBUL, готовившую боевиков и политпропагандистов против Компартии Индонезии (КПИ) и левого режима Сукарно. Кадровую основу KASBUL составляли активисты PMKRI.
Члены PMKRI активно участвовали в антикоммунистической кампании 1965—1966, в том числе в погромах и убийствах членов и сторонников КПИ. Католические студенты сыграли ведущую роль в создании Союза действия студентов Индонезии (КАМИ) — одной из авангардных структур разгрома КПИ и свержения Сукарно. Председателем PMKRI в 1966—1967 являлся Космас Батубара — один из лидеров KASBUL и председатель КАМИ. Среди его предшественников был другой антикоммунистический активист KASBUL и КАМИ Гарри Тян Силалахи.
При «новом порядке» Сухарто многие деятели PMKRI занимали видные посты в Голкар, были депутатами парламента и министрами.

## Эволюция на современном этапе
После падения режима Сухарто в 1998 году PMKRI заметно эволюционировала влево. В значительной степени это связано с объективным противостоянием католической общины мусульманскому большинству. Подобную же эволюцию прошли и католические активисты, происходящие из KASBUL.
На президентских выборах 2014 года PMKRI под руководством Лидии Наталии Сартоно поддерживала левоцентристского политика Джоко Видодо (Джокови), тогда как мусульманские студенческие объединения — генерала Прабово Субианто.
Контакты PMKRI с президентом Джокови и его правительством носят подчёркнуто дружественный характер. Джокови публично выражал благодарность PMKRI за «помощь в поддержании национальной гармонии». В свою очередь, председатель PMKRI заявлял о готовности «защитить Индонезию от провокаций, нарушающих национальную цельность». В качестве общего врага обозначается «радикализм» (по смыслу означающий радикальные правомусульманские силы).
22 августа 2017 года президент Джокови принял председателя PMKRI Ангелиуса Ваке Како. В ходе получасовой встречи было достигнуто полное взаимопонимание — в части прав католической общины, борьбы с «радикализмом», преодоления социального неравенства, соблюдения прав человека.
Летом 2019 председатель PMKRI Ювентус Прима Йорик Каго поддержал намерение президента Джокови запретить «радикальную» организацию Фронт защитников ислама (одна из структур Антикоммунистического фронта Индонезии и Антикоммунистического альянса). В этом проявились новые политические расклады Индонезии, когда традиционно антикоммунистические католические силы блокируются с левыми в противостоянии исламистской тенденции.

## Структура и символика
Ячейки PMKRI структурируются по высшим учебным заведениям различных городов Индонезии и объединяются в территориальные организации. Крупнейшие из них действуют в Джокьякарте, Самаринде, Джакарте, Сурабае, Пематангсиантаре, Бандунге. Общенациональное руководство PMKRI — Центральный совет и председатель — избирается съездом.
За 72 года в PMKRI сменились 34 председателя. С января 2018 этот пост занимает выпускник юридического факультета купангского Университета Нуса Сендана Ювентус Прима Йорик Каго, известный также как Джипик. В своём первом председательском выступлении он заявил о намерении следовать традиции Ассоциации как «верного отряда общества, церкви и нации». Задачей PMKRI Джипик назвал обеспечение связи католической церкви с правительством для решения социальных проблем.
Цвета организации — красный, белый, жёлтый. Красный символизирует мужество, белый — святость, жёлтый — Панча Сила. Флаг PMKRI — красное полотнище с жёлтой аббревиатурой организации. Форменной символикой является красный берет с жёлтым помпоном.